# Gujranwala (Distrikt)
Der Gujranwala-Distrikt (Panjabi und Urdu ضِلع گُوجرانوالا) ist ein Distrikt in der Provinz Punjab, Pakistan.

## Geschichte
Gujranwala gehörte der Region Majha des alten Großregion Punjab an.
Das Dorf Asarur wurde als Standort vom Dorf Taki identifiziert, das vom chinesischen buddhistischen Pilger Xuanzang (玄奘) im 6. Jh. v. Chr. besucht wurde und verfügt über viele buddhistische Ruinen. Das Dorf Taki verschwand und Lahore wurde Provinzhauptstadt von Punjab. 
Das heutige Dorf Asarur wurde als Standort der antiken Stadt identifiziert. Im 7. Jahrhundert beherrschten Rajputen-Königreiche die östlichen Teile Indiens und Pakistan. Im Mogulreich, zu Zeiten von Akbar I. bis Aurangzeb, florierte der Distrikt, es gab zahlreiche Brunnen im ganzen Land und viele Dörfer lagen in der südlichen Ebene, die heute von Gras und schwer durchdringlichem Gestrüpp bewachsen ist. Die Überreste können bis heute dort gefunden werden.
Eminabad und Hafizabad waren die wichtigsten Städte im Distrikt Gujranwala. Das ganze Land war in sechs Pargans unterteilt. Die Bevölkerung nahm jedoch zum Ende der Mogulherrschaft aus nicht ganz klaren Gründen stark ab und die Region wurde durch einwandernde Stämme neu besiedelt. Die plausibelste Erklärung für diese Entwicklung sind die in den letzten Jahren des Mogulreichs geführten Kriege.
Der Distrikt Gujranwala wurde zum Ende des Mogulreichs durch Sikhs besetzt. Bhangi Misl war der erste Sikh-Herrscher, der Lahore und andere Städte in Punjab plünderte. Besucher, die in dieser Zeit nach Lahore kamen, berichteten, dass die Stadt heruntergekommen aussah und durch die Sikhs verwüstet wurde. Paläste und Häuser der Muslime wurden durch die Sikhs beschlagnahmt. Marmor und wertvolle Steine aus den Shalimar-Gärten wurden durch die Sikhs geraubt, um ihre eigenen Tempel in Amritsar damit auszustatten. Syed Ahmed Barelvi erhielt zahlreiche Hilfsersuchen durch Muslime aus dem Punjab. Den Muslimen wurde der Adhān verboten und Land der Muslime wurde beschlagnahmt. Syed Ahmad Barelvi versuchte 1821 Unterstützer und Geld zu sammeln, um Punjab wieder aufzubauen. Muslime und Sikhs trafen 1826 in Okara in einem Gefecht aufeinander, das unentschieden ausging. Es kam 1831 nahe Balakot zu einer Schlacht zwischen Sikhs und Muslimen in der die Sikhs siegreich blieben. Die Sikhs begannen auch, Felder der Muslime zu beschlagnahmen. Die Sikhs ließen sich in verschiedenen Städten des Distrikts nieder und brachten die Provinz Punjab in ihre Gewalt. Unter Maharaja Ranjit Singh wurde Gujranwala wieder allmählich aufgebaut. 1847 besetzten die Briten den Distrikt und annektierten ihn offiziell 1849. Der Distrikt wurde 1852 zwischen Gujranwala und Sialkot aufgeteilt. Die Distrikt zog sich vom Fluss Chenab bis zum Fluss Ravi. Während des Indischen Aufstandes 1857 stellten sich Hindus und Sikhs auf die Seite der Regierung, während die Muslime das Mogulreich unterstützten. Der Distrikt hatte nach der Volkszählung von 1901 890.577 Einwohner. Der Distrikt Gujranwala war in der Zeit Britisch-Indiens Teil der Division Lahore.

## Demografie
Die Volkszählung 1998 ergab eine Bevölkerung von 3.400.940. Die Bevölkerungszahl 2017 lag bei 5.014.196 (provisorische Daten).
Die am häufigsten gesprochenen Sprache im Gujranwala-Distrikt ist Panjabi Nach der Volkszählung 1998 lag die Alphabetisierungsrate bei 58 % (63,6 % bei Männern, 48,8 % bei Frauen). Die Alphabetisierungsrate in den Jahren 2014/15 bei der Bevölkerung über 10 Jahren liegt bei 71 % (Frauen: 69 %, Männer: 74 %) und liegt damit unter dem Durchschnitt der Provinz Punjab von 63 %.

## Administrative Gliederung
Der Distrikt gliedert sich in fünf Tehsile.
| Tehsil            | Einwohner (Volkszählung 2017) |
| ----------------- | ----------------------------- |
| Gujranwala        | 259.556                       |
| Gujranwala Saddar | 2.807.054                     |
| Kamoke            | 581.444                       |
| Nowshera Virkan   | 535.746                       |
| Wazirabad         | 830.396                       |

## Infrastruktur

### Zugverbindung
Eine Zugverbindung von Peshawar nach Karatschi durchquert den Gujranwala-Distrikt. Der Distrikt ist zusätzlich durch Zugverbindungen mit den Städten Sialkot, Hafizabad und Gujrat verbunden.